# Tani Jichū

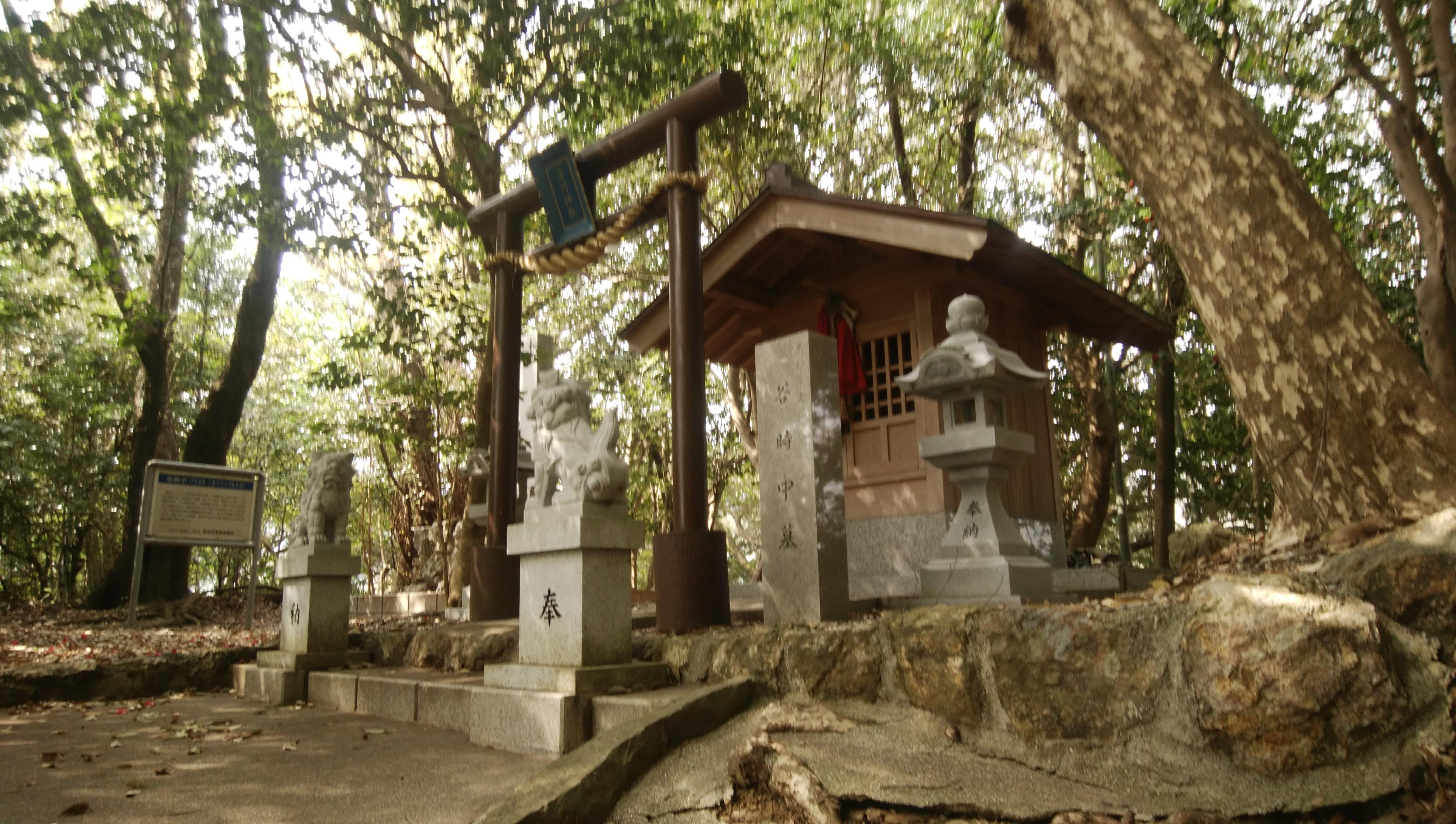
Grab des Tani Jichū

Tani Jichū (japanisch 谷 時中; geboren 1598 in der Provinz Tosa; gestorben 31. Januar 1650 in Kōchi) war ein japanischer Konfuzianer der Tosa-Nangaku-Schule in der frühen Edo-Zeit.

## Leben und Wirken
Tani Jichū wurde als Sohn einer wohlhabenden Familie in der Provinz Tosa (heute Präfektur Kōchi) geboren. Sein Vorname ist eigentlich Soyū (素有). Er war allgemein bekannt unter den Namen Daigaku (大学) oder Saburōzaemon (三郎左衛門). Nachdem er die Familie verlassen hatte, nannte er sich „Jichū“ und wurde Priester der Shinshū-Richtung des Buddhismus. Er folgte dann aber der Lehre von Minamimura Baiken (南村 梅軒; ?–1576) und wurde ein Schüler des Priesters Tenshitsu (天質) und studierte die Lehre des Konfuzius. Als Ergebnis seines Studiums der „Vier Bücher“ (四書) des Konfuzius kehrte er schließlich in die säkulare Welt zurück, wurde Konfuzianer und widmete sich dem Studium der Cheng-Zhu-Schule. Er führte nun die Gelehrtennamen Donzai (鈍斎) beziehungsweise Don’ō (鈍翁). Es wird gesagt, dass er die chinesischen Gelehrten des Neo-Konfuzianismus, Xu Heng (許衡; 1209–1281) und Xue Jingxuan (薛瑄; 1392–1464), bewunderte.
Es gibt sechs Textsammlungen und vier Bände von Analekten von Tani, die aber nicht überliefert sind. Als er Schüler von Tenshitsu war, sagte Tenshitsu in Bezug auf den Satz im Band „Das Große Lernen“ des Konfuzius „Es gibt einen großartigen Weg, Reichtum zu schaffen“: „Das Buch handelt davon, Menschen zu töten und das eigene Leben zu verlieren. Wenn man das hat, heißt es, dass es einfach und jung ist, nichts zu haben.“ Und: „Ich habe nicht das Herz, Menschen zu töten. Hier können wir die Ursprünge des modernen Geistes sehen.“
Es gibt eine berühmte Anekdote, dass Tani den größten Teil seines Privatlandes im Werte von 300 Koku, um ein Buch mit Schriften des Konfuzius zu kaufen. Er war mutig und ohne Angst vor Autoritäten und lehnte sogar eine Einladung des große, die Provinz Tosa regierenden Daimyō Yamanouchi Tadayoshi (山内 忠義; 1592–1665) ab.
Zu Tanis Schülern gehören Nonaka Kenzan (1615–1664), Ogura Sansei (小倉 三省; 1604–1654), Yamazaki Ansai (1619–1682) und andere Gelehrte.